# Veritas Meteor
O  Meteor é o modelo que a Veritas utilizou entre as temporadas de 1951 e 1953 da Fórmula 1.Teve como pilotos Erwin Bauer,Adolf Brudes,Willi Heeks,Hans Herrmann,Peter Hirt,Hans Klenk,Arthur Legat,Ernst Loof,Paul Pietsch e Toni Ulmen.
1. ↑  https://www.statsf1.com/pt/veritas-meteor.aspx